# Brian Letourneau
Brian Letourneau (* 12. Februar 1980 in Orange) ist ein US-amerikanischer Biathlet.
Brian Letourneau hatte seinen ersten internationalen Einsatz bei einem Skilanglauf-Freistil-Sprint im Skilanglauf-Continental-Cup in West Yellowstone, wo er 67. wurde. Er nahm 2004 bei drei Rennen in Langdorf und Gurnigel im Biathlon-Europacup teil. Beim dritten Rennen, einer Verfolgung in Gurnigel, gewann er als 28. zum einzigen Mal Punkte. Der Nationalgardist nahm zudem an den Militär-Skiweltmeisterschaften 2004 in Östersund teil und wurde 95. des Sprintrennens. Danach folgten keine internationalen Einsätze außerhalb Nordamerikas mehr. In Nordamerika nimmt er regelmäßig an Rennen des Biathlon-NorAm-Cups teil. 2010 konnte er hinter Jason Hettenbaugh und Marty Maynard bei einem Sprint in Jericho Dritter werden und erreichte damit erstmals eine Podiumsplatzierung.